# Arthur Albert
Arturo Albert, auch Arthur Albert (* 9. Juli 1946 in Caracas, Venezuela) ist ein venezolanischstämmiger, heute US-amerikanischer Kameramann.

## Leben
Albert wanderte 1958 in die USA ein. 1969 machte er seinen Abschluss an der Columbia University. Anschließend arbeitete er für Werbespots und drehte ab 1971 Spielfilme als Kameramann. Insbesondere für Komödien wie Happy Gilmore, Beverly Hills Ninja – Die Kampfwurst und Zickenterror – Der Teufel ist eine Frau sowie seine Arbeit an der Fernsehserie Emergency Room – Die Notaufnahme, bei der er von 2001 bis zum Serienende 2009 in 168 Folgen als Kameramann tätig war, wurde er seitdem bekannt.

## Filmografie (Auswahl)
- 1984: Der Komet (Night of the Comet)
- 1985: Blind Rage (The Boys Next Door)
- 1986: Heiße Geschäfte (Odd Jobs)
- 1986: Streets of Gold
- 1987: Das Doppelspiel (The Squeeze)
- 1987: Der Prinzipal – Einer gegen alle (The Principal)
- 1989: Miss Firecracker
- 1990: Der Chaoten-Cop (Heart Condition)
- 1991: Das Duell der Meister (By the Sword)
- 1992: Ein verrückter Leichenschmaus (Passed Away)
- 1992: Noch mehr Ärger mit Jack (For Richer, for Poorer)
- 1993: Surf Ninjas
- 1995: Eine heiße Affäre (One Night Stand)
- 1996: Happy Gilmore
- 1997: Anleitung zum Mord (Close to Danger)
- 1997: Beverly Hills Ninja – Die Kampfwurst (Beverly Hills Ninja)
- 1998: Dirty Work
- 1999: Vaterliebe hält ewig (Behind the Mask)
- 2001–2009: Emergency Room – Die Notaufnahme (ER, Fernsehserie, 168 Folgen)
- 2001: Max Keebles großer Plan (Max Keeble’s Big Move)
- 2001: Zickenterror – Der Teufel ist eine Frau (Saving Silverman)
- 2006: Living High – Was für ein Trip! (Puff, Puff, Pass)